# Franjo Wölfl
Franjo "Mara" Wölfl (Zagreb, 18. svibnja 1918. – Zagreb, 8. srpnja 1987.) bio je hrvatski nogometaš, reprezentativac i izbornik.

## Igračka karijera

### Klupska karijera
Bio je najprije vezni igrač, a potom napadač, popularan pod nadimkom "Mara". Nastupao je za češki klub SK Viktoria Plzeň (današnji FC Viktoria Plzeň), a proslavio se kao igrač proslavljenog zagrebačkog kluba Građanski, koji je poslije rata nastavio djelovanje pod imenom NK Dinamo Zagreb.
Bio je s Građanskim prvak Jugoslavije (1939./40.) te prvak Hrvatske (1943.), a s Dinamom prvak Jugoslavije (1947./48.) i osvajač Pehara Središnjeg nogometnog saveza (1951.)
Tri puta bio je najbolji strijelac lige (1943., 1946./47. i 1947./48.).
Statistika u Dinamu
| Natjecanja          | Nastupi | Zgodici |
| ------------------- | ------- | ------- |
| Prvenstva           | 225     | 216     |
| Kupovi              | 30      | 44      |
| Europska natjecanja | 6       | 0       |
| Ukupno              | 261     | 260     |
| Nastupao            | od      | do      |
| Nastupao            | 1937.   | 1953.   |

### Reprezentativna karijera
Za reprezentaciju Hrvatske odigrao je od 1940. do 1944. 14 susreta, a zadnji nastup je imao 9. travnja 1944. u Zagrebu protiv Slovačke (7:3).
Za reprezentaciju Jugoslavije odigrao je 12 utakmica i postigao 6 zgoditaka.
Debitirao je u državnom sastavu 25. rujna 1938. u Varšavi protiv Poljske (4:4) i postigao dva zgoditka. Zadnji nastup imao je 6. svibnja 1951. u Milanu protiv Italije (0:0). Jednom je nastupio i za B-sastav Jugoslavije (31. ožujka 1940. u Beogradu) protiv Rumunjske (1:0) i postigao taj jedini zgoditak. Dobitnik je srebrene olimpijske kolajne u Londonu 1948. Za gradsku reprezentaciju Zagreba odigrao 22 utakmice (1938. – 1951.).

## Trenerska karijera
Bio je dio izborničke komisije s Brunom Kneževićem i Leom Lemešićem koji su vodili hrvatsku reprezentaciju koja je pobijedila Indoneziju (5:2). Bila je to jedina međunarodna utakmica koju je hrvatska reprezentacija odigrala u vrijeme dok je bila sastavni dio Jugoslavije.
Bio je i trener te dužnosnik u Dinamu i član izborničke komisije, koja je pripremala jugoslavensku reprezentaciju za Svjetsko prvenstvo 1954.

## Nagrade
Dobitnik je posebne zlatne plakete NSJ.